# 澳乐家
澳樂家（Aerogard）是一个澳大利亚驱虫剂品牌。  澳樂家的产品可以分为气溶胶、乳霜瓶和滚珠瓶等形式。該品牌由利洁时持有。澳樂家產品的活性成分是待乙妥(DEET)。 
澳樂家的歷史始於1963年。